# August Blanck

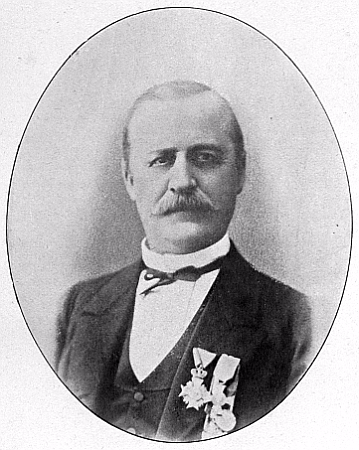
August Blanck (Foto, nach 1874)

Georg Friedrich August Blanck (* 14. Januar 1823 in Wrechen; † 16. Dezember 1890 in Schwerin) war ein deutscher Mediziner und Sachbuchautor.

## Leben
August Blanck wurde geboren als Sohn des Gutsbesitzers auf Wrechen bei Woldegk in Mecklenburg-Strelitz, Carl (Christian) Blanck (später Gutsbesitzer auf Lanken bei Lübz).
Blanck besuchte die Domschule Güstrow, bestand Ostern 1846 das Abitur und absolvierte danach ein Medizinstudium an den Universitäten in Göttingen, Berlin, Rostock, Prag und Wien. 1853 wurde er an der Universität Rostock promoviert mit der Inaugural-Dissertation „Über Intussusceptio“ und war danach zunächst als Militärassistenzarzt in Schwerin und Ludwigslust tätig.
Ab Juli 1859 war er Stabsarzt in Schwerin, ab Juni 1864 Oberstabsarzt. Im Oktober 1867 nahm er seinen Abschied vom Militärdienst und blieb als praktischer Arzt weiter in Schwerin tätig. 1872 wurde er Mitglied im Verein für mecklenburgische Geschichte und Altertumskunde. 1874 wurde er mit dem Verdienstkreuz in Gold des Hausordens der Wendischen Krone geehrt.
Blanck war zudem Bibliothekar der Hennemannschen Stiftung, einer von der Witwe des Schweriner Geheimen Medizinalrates Wilhelm Hennemann (1786–1843) verfügten Stiftung zur Nutzung der umfangreichen Privatbibliothek des Verstorbenen durch die Schweriner Ärzte. Neben seiner Praxistätigkeit interessierte ihn die mecklenburgische Flora und Fauna, zu der er Bücher verfasste. Besonders bekannt und noch heute viel zitiert ist seine 1874 erschienene biographische Sammlung „Die mecklenburgischen Ärzte von den ältesten Zeiten bis zur Gegenwart“. Dieses grundlegende Werk wurde in der Folge 1901 von Axel Wilhelmi als vervollständigte Fortsetzung und Neuausgabe sowie 1929 von Gustav Willgeroth – „durch genealogische Mittelungen ergänzt und bis zur Gegenwart fortgeführt“ – herausgegebenen.
August Blanck blieb unverheiratet. Er verstarb kurz vor Vollendung seines 68. Lebensjahres.

## Schriften (Auswahl)
- Ueber Intussusceptio. Inaugural-Dissertation. Adler, Rostock 1853 (Google Books).
- Ueber die galvanischen Erscheinungen bei adaequater Reizung des Herzvagus. Adler’s Erben, Rostock 1902
- Die meklenburgischen Ärzte von den ältesten Zeiten bis zur Gegenwart; mit kurzen Angaben über ihr Leben und ihre Schriften. Schmiedekampf, Schwerin 1874
- Die Fische der Seen und Flüsse Mecklenburgs. Schmiedekampf, Schwerin 1881
- Aus der Volksheilkunde Mecklenburgs. In: Archiv des Vereins der Freunde der Naturgeschichte in Mecklenburg, Bd. 50 (1896), S. 190–245
- Uebersicht der Phanerogamenflora von Schwerin; nebst einem die Gefäss-Kryptogamen enthaltenden Anhang. Schmiedekampf, Schwerin 1884

Als Ergänzung die Titel der Ausgaben der mecklenburgischen Ärzte … von 1901 und 1929:
- Die Mecklenburgischen Aerzte von den ältesten Zeiten bis zur Gegenwart. Eine Neuausgabe, Vervollständigung und Fortsetzung des 1874 unter gleichem Titel erschienenen A. Blanck’schen Sammelwerkes. veranstaltet von Axel Wilhelmi. Herberger, Schwerin i. M. 1901 (archive.org).
- Die mecklenburgischen Aerzte von den ältesten Zeiten bis zur Gegenwart. Gesammelt und herausgegeben von August Blanck 1874, fortgesetzt von Axel Wilhelm bis 1901. Durch genealogische Mitteilungen ergänzt und bis zur Gegenwart fortgeführt von Gustav Willgeroth. Verlag der Landesgeschäftsstelle des Meckl. Aerztevereinsbundes, Schwerin 1929 (Digitalisat RosDok).

Zitat aus einer Rezension Friedrich Stuhrs zu der von Gustav Willgeroth 1929 herausgegebenen Neuauflage:

„Alles in allem reiht sich das Willgerothsche Ärztebuch seinem 1924-25 erschienenen dreibändigen Pastorenwerk würdig an. Es gibt wenige deutsche Staaten, aus denen ein so reiches genealogisches Material über die Angehörigen dieser beiden wichtigen Berufe gedruckt vorliegt, wie aus Mecklenburg.“